# Garmābalah-ye Soflá
Garmābalah-ye Soflá (persiska: گرم آبله سفلى, گرماوله سفلی, Garmāvaleh-ye Soflá) är en ort i Iran.   Den ligger i provinsen Lorestan, i den västra delen av landet, 400 km sydväst om huvudstaden Teheran. Garmābalah-ye Soflá ligger 1 590 meter över havet och antalet invånare är 113.
Terrängen runt Garmābalah-ye Soflá är lite bergig. Runt Garmābalah-ye Soflá är det ganska tätbefolkat, med 72 invånare per kvadratkilometer. Närmaste större samhälle är Khorramābād, 17,2 km väster om Garmābalah-ye Soflá. Trakten runt Garmābalah-ye Soflá består i huvudsak av gräsmarker.